# Oliver Kreuzer
Oliver Kreuzer (født 13. november 1965 i Mannheim, Vesttyskland) er en tysk tidligere fodboldspiller (forsvarer). 
Kreuzer spillede seks sæsoner hos Bayern München i Bundesligaen, og var med til at vinde det tyske mesterskab med klubben i både 1994 og 1997, ligesom det i 1996 blev til triumf i UEFA Cuppen. I den sidste del af hans karriere repræsenterede han FC Basel i Schweiz.

## Titler
Bundesligaen
- 1994 og 1997 med Bayern München

UEFA Cup
- 1996 med Bayern München

Schweizisk mesterskab
- 2002 med FC Basel

Schweizisk pokal
- 2002 med FC Basel